# Toc Toc
"Toc Toc" (es: Toc Toc) é um filme de comédia espanhol do diretor Vicente Villanueva. É a adaptação cinematográfica de uma peça francesa de autoria de Laurent Baffie.

## Estreia
O filme foi exibido durante o verão de 2018, como parte do Cine de Verano em Sevilha, na Espanha.

## Enredo
O filme detalha as aventuras e desventuras de um grupo de pacientes com Transtorno obsessivo-compulsivo (TOC), todos com uma consulta com o médico ao mesmo tempo. No entanto, o médico é atrasado por um voo, forçando-os a lidar com as peculiaridades e compulsões um do outro. 

## Elenco
Compõe o elenco do filme:
| Ator              | Personagem                            | Tiques                                                           |
| ----------------- | ------------------------------------- | ---------------------------------------------------------------- |
| Paco León         | Emilio                                | Aritmomania e síndrome de Diógenes                               |
| Alexandra Jiménez | Blanca                                | Misofobia e TOC de contaminaçao/lavagem                          |
| Rossy de Palma    | Ana María Virginia Galindo de la Mata | TOC de verificação e repetir o sinal da cruz como um tique motor |
| Oscar Martínez    | Federico                              | Síndrome de Tourette (coprolalia e copropraxia)                  |
| Nuria Herrero     | Liliana (Lili)                        | Palilalia, ecolalia e tanatofobia                                |
| Adrián Lastra     | Manolo (Otto)                         | Evitar pisar em linhas e TOC por simetria                        |
| Inma Cuevas       | Tiffany                               | Tiffany                                                          |
| Ana Rujas         | Natalia                               | Natalia                                                          |

## Recepção da crítica
Laura Sarkovas, do site Catraca Livre, anota sobre o filme que "“TOC TOC” é  para dar boas risadas, mas principalmente para entendermos o quanto podemos ser pessoas melhores saindo um pouco dos nossos próprios universos e olhando para o lado, para o outro".
Pablo O. Scholz, para o jornal argentino Clarín, classificou o filme como "bom" e elogiou a formação a escolha do elenco.

## Disponibilidade
O filme passou a estar disponível na versão portuguesa da plataforma Netflix em 2018.